# Batalla de Legé (30 d'abril 1793)
Batalla de Legé (La primera batalla de Legé va tenir lloc el 30 d'abril de 1793 durant la Revolta de La Vendée. Acaba amb la victòria dels Vendeans que repel·liren un atac dels republicans contra la ciutat de Legé.

## Preludi
Després de la seva derrota a Machecoul (22 d'abril), el xef de Vendée Charette es trobava en dificultats. Primer anà a Legé, que trobà buit de combatents, aquests últims havien marxat a unir-se a les tropes de Joly al costat de La Mothe-Achard per oposar-se a les forces de Boulard. Després creix a Rocheservière i Vieillevigne, però no és ben rebut per Vrignault, el xef local. El 23 d'abril, Charette es va unir a les forces de Charles de Royrand a Saint-Fulgent.Dumarcet 1998, p. 209 et 221. Però l'entrevista entre els dos líders surt malament, Royrand retreu públicament a Charette no haver pogut mantenir Machecoul Aquest últim va tornar a Vieillevigne, però el comitè reialista local va demanar que se'ls paguessin per donar menjar als seus combatents. Charette s'instal·là aleshores a Legé, que llavors no estava sota el control de cap cap notable -el capità de la parròquia Pineau s'hi va aplegar- i el comitè reialista local del qual, encapçalat per Madame Lespinay de La Roche i Gouraud de la Raynière, no té gaire influència. Després va enviar emissaris als municipis del voltant per reconstituir les seves forces. El mateix Vrignault s'hi va unir amb les seves tropes.
Per la seva banda, el general republicà Jean-Michel Beysser aconsegueix a Bourgneuf-en-Retz la submissió de l'illa de Noirmoutier el 29 d'abril. Torna a Machecoul durant la nit i s'assabenta que Legé està en mans dels insurgents. Llavors va donar l'ordre al seu segon, adjunt general Gabriel Boisguyon, de prendre aquesta ciutat.

## Forces en presència
En el seu informe {A 1}, l'ajudant general Gabriel Boisguyon escriu que la seva tropa tenia 600 homes, inclosos 40 de cavalleria, acompanyats de 2 canons de 4 lliures. A les seves memòries {A 2}, l'oficial de Vendée Pierre-Suzanne Lucas de La Championnière estima el nombre de republicans de 700 a 800 i els presenta com a Nantes amb prou feines més experimentats que els camperols rebels.
Pel que fa a les forces de Vendée, Boisguyon les estima en almenys 4.000 homes, potser 8.000, però sense cap peça d'artilleria. En realitat serien al voltant de 1.500 homes, inclosos 1.000 portats per Vrignault. Segons Pierre-Suzanne Lucas de La Championnière, només una quarta part dels combatents estan equipats amb armes de foc.

## Procés
El 30 d'abril, a les dues de la tarda, els republicans van arribar a la vista de Legé al poble de Pas, després de passar per Paulx i Touvois. L'artilleria i la cavalleria es trobaven al darrere de la columna i es col·locaven escaramusses a l'avantguarda. Avisats, Charette i Vrignault es van posicionar en una alçada anomenada les Moulins -per la presència de tres molins- que dominava el gual del riu Logne. El nivell d'aquest és llavors elevat, a causa de les fortes pluges dels dies anteriors. Només dues pedres estretes fan de pont.
La lluita és en primer lloc favorable als republicans. Aquests últims creuen el gual i s'apoderen de la posició de Les Moulins en mitja hora. A continuació s'enfilen cap a la capella d'Ouche-aux-Moutons, situada al cim del turó del poble. Però Charette aconsegueix reagrupar els seus homes i fa girar els seus combatents armats amb rifles per les bardisses per embolicar els republicans amb les seves ales. Aquests trets, que semblaven venir de totes bandes, van desconcertar els republicans i van confondre les seves files. Boisguyon no aconsegueix desplegar la seva artilleria i el terreny no és favorable a la cavalleria. Tement ser envoltat, dona l'ordre de retirar-se, però es converteix en una derrota. Els infants es veuen obstaculitzats per la cavalleria, els canons i els carros. El comandant republicà no va aconseguir reunir les seves tropes, que van fugir en desordre fins a Machecoul.

## Pèrdues
Tornant a Machecoul, Boisguyon escriu que un centenar dels seus homes estan desapareguts, tot i que diu que alguns soldats aïllats continuen tornant a la ciutat quan està escrivint el seu informe. Lucas de La Championnière, per la seva banda, informa que un cert nombre de republicans són fets presoners. Entre aquests últims, diversos soldats del 4t regiment d'infanteria -l'ex-regiment de la Provença- i el seu oficial, el capità de Méric, apleguen l'exèrcit de Charette.
Els republicans també van perdre els seus dos canons, així com un carro de menjar i una caixa de medicines. Però sobretot, els Vendeans s'apoderaren de pólvora i de diversos fusells.
Els revoltats compten onze morts, entre ells tres habitants de Legé, que són enterrats l'endemà pel pare Gillier.

## Conseqüències
L'1 de maig, l'endemà de la batalla, Charette va anunciar la seva intenció de marxar cap a Machecoul. Tanmateix, esclatà un violent motí entre els homes de Charette i els de Vrignault que es barallaven per la possessió dels canons pres als republicans. El mateix Charette va ser encarregat, els combatents van resultar ferits i una dotzena d'amotinats van ser detinguts i tancats en un estable. Tanmateix, els caps van acabar per restablir la calma i Charette va indultar els amotinats.
El 2 de maig al vespre, mil insurgents van sortir de Legé i es van desplaçar cap a Machecoul. Charette va escriure a Couëtus i a La Cathelinière demanant-los que ajudessin amb l'expedició, però aquest darrer no va respondre. Quan les tropes arriben a Paulx sota una pluja torrencial, Vrignault i els seus homes anuncien que no volen avançar. El matí del 3 de maig, els genets de Vendée enviats a buscar es veuen sorpresos pels dragons de Lorient, sortint de Machecoul. Fugen i cauen sobre els soldats d'infanteria de Charette i Vrignault, provocant la desbandada dels últims. Tot el petit exèrcit insurgent va tornar llavors a Legé en el més gran desordre, però aconseguint recuperar els seus canons.
Al costat dels republicans, el general Canclaux, comandant en cap de l'exèrcit de la costa de Brest, va arribar a Nantes el primer maig. L'endemà, va decidir reprendre Legé i va planejar l'atac a la ciutat amb quatre columnes: la columna de Beysser, de 700 a 800 homes forts amb dos canons, present a Machecoul; La columna de Boulard, amb els representants en missió Goupilleau de Montaigu, Goupilleau de Fontenay i Fayau, de 1.200 a 1.300 homes forts amb quatre canons, presents a Palluau; la columna de Baudry d'Asson, 1.600 homes forts amb dos canons, present a Challans; i la columna de Laborie, 600 homes forts amb dos canons, present a Saint-Colombin.
Charette va endevinar que s'estava preparant una ofensiva contra ell i el 3 de maig va ordenar l'evacuació de Legé, per unir-se a les forces de Royrand a Vieillevigne i Montaigu. No obstant això, es va enfrontar als combatents i als habitants de Legé que es van negar a abandonar la ciutat i es van reunir davant dels canons, amenaçant els que pretenien endur-se'ls. Es va restablir la calma, però, es van aprofitar els canons i els vendeans van abandonar Legé durant la nit del 3 al 4 de maig. Vrignault i els seus homes s'aturen a Rocheservière i no segueixen la resta de l'exèrcit. Charette va arribar a Vieillevigne amb només 450 homes i es va trobar amb l'hostilitat del comitè reialista local, que va haver de pagar per poder obtenir menjar per a les seves tropes i allotjament en hangars abandonats. També va enviar una carta a Charles de Royrand, a Montaigu, per avisar-lo de la seva arribada i demanar-li espai al seu acantonament. Però aquest respon retraient-li que hagi abandonat Legé i prohibint-li venir al seu campament. Charette s'instal·là aleshores als erms de Bouaine, entre Saint-Philbert-de-Bouaine i Montbert.
El 5 de maig, a les 11 del matí, les quatre columnes republicanes van entrar a Legé, on només van trobar una resistència insignificant. El mateix general Canclaux hi va anar amb la columna de Beysser. Vint-i-un soldats republicans ferits en l'acció del 30 d'abril van ser descoberts en un hospital, atesos per dones, i van declarar que havien estat ben tractats pels Vendéans.
Aleshores, les diferents columnes van recuperar els seus acantonaments inicials i Canclaux va deixar a Legé només una petita guarnició de 320 homes del 39è regiment d'infanteria de línia amb dos canons, sota el comandament del cap de brigada Prat. Però el 7 de maig, la columna de Laborie, de tornada a Saint-Colombin, va ser aixafada per Charette durant un atac sorpresa.
El 9 de maig, Legé fou abandonat per ordre del general Canclaux, que considerava que ara la localitat estava insuficientment defensada. La seva petita guarnició es retira a Machecoul. Aquell mateix vespre, Charette va poder tornar a Legé, on va establir la seva seu i on se li va unir Vrignault.